# Guignardia prasiolae
Guignardia prasiolae är en svampart som först beskrevs av Georg Winter, och fick sitt nu gällande namn av Lemmerm. 1901. Guignardia prasiolae ingår i släktet Guignardia och familjen Botryosphaeriaceae.   Inga underarter finns listade i Catalogue of Life.